# Johannes von Winterthur
Johannes von Winterthur, auch Vitoduranus genannt, (* um 1300 in Winterthur; † 1348 oder 1349 vermutlich in Lindau) war ein deutscher Franziskaner und mittelalterlicher Chronist.

## Leben
Johannes besuchte ab 1309 eine Schule in Winterthur und trat um 1317 als Novize in den Minoritenorden, den ältesten und kleinsten Zweig des ersten Ordens des heiligen Franziskus, ein. 1328 war er Bruder im Konvent zu Basel und 1335 in Schaffhausen. 
1340 ließ er sich im Konvent in Lindau (Bodensee) nieder und begann dort mit der Arbeit seiner Chronik Chronicon. Das Werk beginnt mit dem Pontifikat von Papst Innozenz III. um 1200 und reicht bis 1348, dem Herrschaftsbeginn von Karl IV. Die Chronik war in zwei Teilen geplant, von denen aber nur der zweite Teil überliefert ist. Sie ist als Autograph in der Zentralbibliothek Zürich erhalten. Vom ersten Teil existiert nur eine Handschrift mit wenigen Zeilen. Das untitulierte und in Latein verfasste Werk schildert unter anderem die Ereignisse in den südwestdeutschen Städten und Landschaften, der Nordschweiz und Österreich, die Reichsgeschichte, den Morgartenkrieg und den Kampf Kaiser Ludwigs mit dem Papsttum in Avignon. Die Chronik, von der vier frühneuzeitliche Abschriften (von der Zürcher Handschrift) existieren, ist eine bedeutende kulturgeschichtliche Quelle aus der Zeit des 14. Jahrhunderts. Die Aufzeichnungen enden 1348. 
In seinem Orden stand Johannes vermutlich den Spiritualen nahe, einer Gruppierung, die auf eine strenge Beachtung der ursprünglichen franziskanischen Ordensregel achtete. Johannes starb vermutlich 1348 oder 1349 während der großen Pestepidemie im Minoritenkloster von Lindau. Überliefert sind sein Name und die Stationen seines Lebens nur aus dem von ihm selbst hinterlassenen Geschichtswerk.

## Ausgaben
- Chronicon, hrsg. von Georg von Wyß, Archiv für Schweizer Geschichte, Zürich 1856, Digitalisat der BSB München.
- Die Chronik des Minderbruders Johannes von Winterthur, 5 Bände, Ziegler, Winterthur 1859–1866, Digitalisate der BSB München: Band 1, Band 2, Band 3, Band 4, Band 5.
- Die Chronik Johann’s von Winterthur, Übersetzung von Bernhard Freuler, Ziegler, Winterthur 1866; Digitalisat bei archive.org; Digitalisat der BSB München.
- Friedrich Baethgen und Carl Brun (Hrsg.): Scriptores rerum Germanicarum, Nova series 3: Die Chronik Johanns von Winterthur (Chronica Iohannis Vitodurani) Berlin 1924 (Monumenta Germaniae Historica, Digitalisat).